# Robert Weir (Leichtathlet)
Robert Weir (Robert Boyd „Bob“ Weir; * 4. Februar 1961 in Birmingham) ist ein ehemaliger britischer Diskus- und Hammerwerfer.
Als Hammerwerfer siegte er für England startend bei den Commonwealth Games 1982 in Brisbane. Im Jahr darauf wurde er für die Southern Methodist University startend NCAA-Meister. Bei der Universiade 1983 in Edmonton gewann er Silber, bei den Weltmeisterschaften in Helsinki schied er in der Qualifikation aus.
1984 startete er bei den Olympischen Spielen in Los Angeles in beiden Disziplinen: Im Hammerwurf wurde er Achter, im Diskuswurf Zehnter.
1993 kehrte er ins internationale Wettkampfgeschehen zurück, nun ausschließlich als Diskuswerfer. Bei den Weltmeisterschaften 1993 in Stuttgart und bei den Europameisterschaften 1994 in Helsinki scheiterte er in der Qualifikation, bei den Commonwealth Games 1994 in Victoria holte er Bronze. 1995 wurde er bei den Weltmeisterschaften 1995 in Göteborg Neunter, 1996 kam er bei den Olympischen Spielen in Atlanta nicht über die erste Runde hinaus.
Nach jeweils einem achten Platz bei den Weltmeisterschaften 1997 in Athen und den Europameisterschaften 1998 in Budapest siegte er bei den Commonwealth Games 1998 in Kuala Lumpur. Bei den Weltmeisterschaften 1999 in Sevilla, bei den Olympischen Spielen in Sydney und bei den Weltmeisterschaften 2001 in Edmonton schied er in der Qualifikation aus.
2002 gewann er Bronze bei den Commonwealth Games in Manchester, scheiterte jedoch bei den Europameisterschaften in München in der Vorrunde.
Neunmal wurde er Englischer Meister im Diskuswurf (1983, 1984, 1993, 1996–2000, 2002) und einmal im Hammerwurf (1982). Seine Tochter Jillian Weir geht für Kanada ebenfalls als Hammerwerferin an den Start.

## Bestleistungen
- Diskuswurf: 65,08 m, 19. August 2000, Bedford
- Hammerwurf: 75,08 m, 3. Oktober 1982, Brisbane